# Domaine d'Ōno

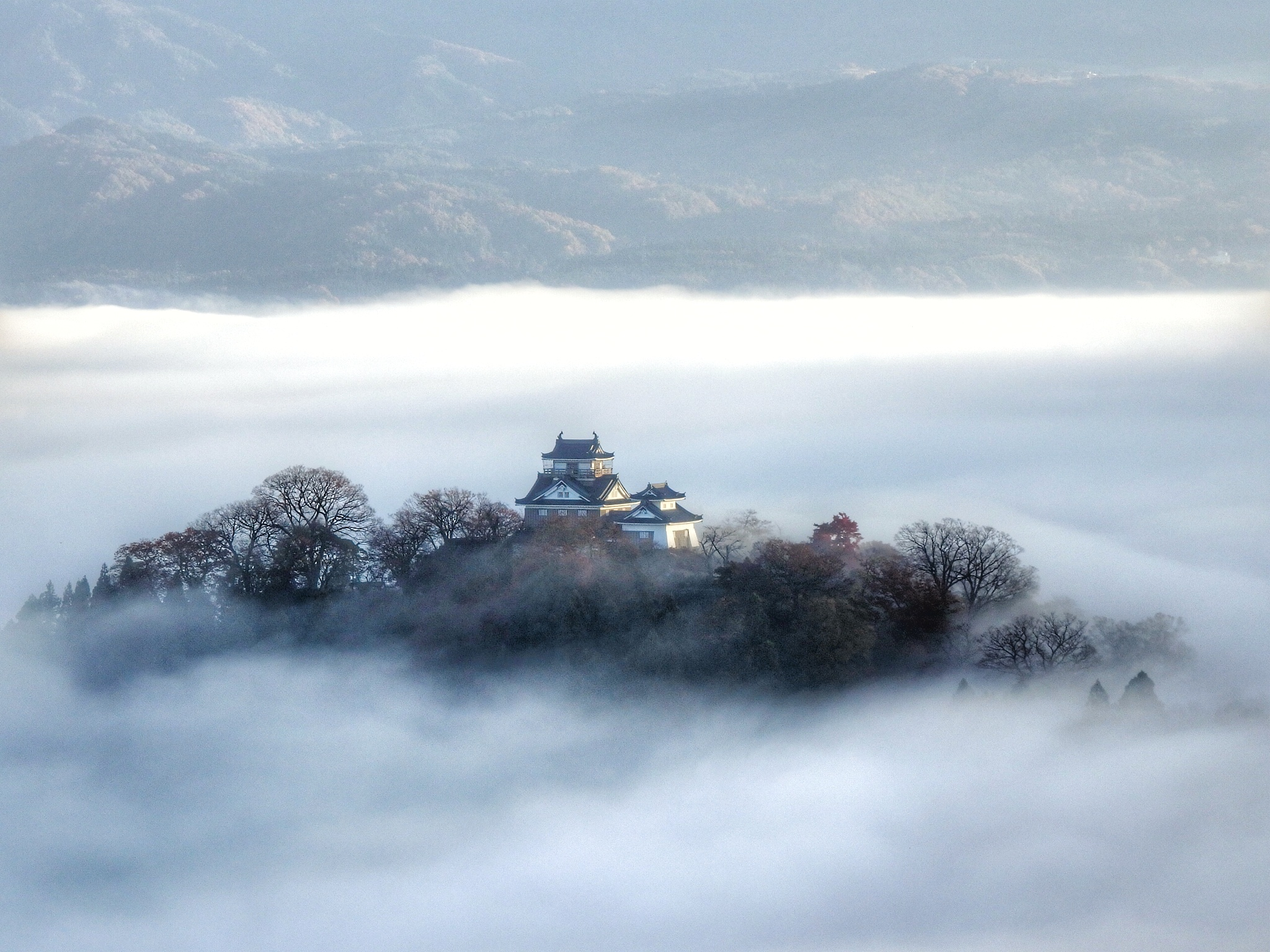
Le château d'Ōno, siège du domaine d'Ōno.

Le domaine d'Ōno (大野藩, Ōno-han) est un fief féodal japonais de l'époque d'Edo situé dans la province d'Echizen (actuelle préfecture de Fukui). Il était dirigé à partir du château d'Ōno dans l'actuelle ville d'Ōno.

## Histoire
Au début de la période Sengoku, la région d'Ōno est sous le contrôle du clan Asakura et est un bastion majeur du mouvement rebelle des Ikkō-ikki. Après que ceux-ci, ainsi que les Asakura, furent détruits par Oda Nobunaga en 1575, il assigne la région à son général Kanamori Nagachika sous le contrôle régional de Shibata Katsuie. Kanamori commence la construction du château d'Ōno en utilisant les dernières innovations de l'époque, et le château est achevé en 1580.
Kanamori est ensuite promu au poste de gouverneur de la province de Hida en 1586, et la région est assignée par Toyotomi Hideyoshi à Aoki Kazunori puis à Oda Hidekatsu. Après la bataille de Sekigahara, la province entière d'Echizen est assignée par Tokugawa Ieyasu à son second fils, Yūki Hideyasu, en 1601 et devient le domaine de Fukui. En 1624, celui-ci est divisé et le troisième fils de Yūki Hideyasu, Matsudaira Naomasa, est récompensé d'un fief de 55 000 koku situé à Ōno. Cette zone devient finalement le domaine d'Ōno. Naomasa est transféré au domaine de Matsumoto en 1633 et est remplacé par son frère cadet Matsudaira Naomoto en 1635. Naomoto est par la suite transféré au domaine de Yamagata en 1644, et est lui-même remplacé par son frère cadet, Matsudaira Naoyoshi. Le fils de ce dernier, Matsudaira Naoakira, est à son tour transféré au domaine de Himeji en 1682.
Le domaine est ensuite affecté à une branche cadette du clan Doi sous l'autorité de Doi Toshifusa. Le clan dirige Ōno pendant les huit générations suivantes jusqu'à la restauration de Meiji. Au cours de son histoire, Ōno souffre de graves problèmes financiers. Cependant, Doi Toshitada met en œuvre des réformes importantes et introduit le rangaku et la technologie occidentale. Bien qu'étant un petit domaine, Ōno est réputé durant la période du Bakumatsu pour son armée occidentalisée et son école han.

## Possessions à la fin de l'époque d'Edo
Comme la plupart des domaines japonais, Ōno est composé de plusieurs territoires discontinus dont la valeur kokudaka est basée sur une estimation périodique du potentiel agricole,. Au moment de la fin du shogunat Tokugawa, le domaine compte également quatre comptoirs commerciaux au centre de Karafuto.
- Province d'Echizen
  - 85 villages du district d'Ōno
  - 13 villages du district de Nyū
  - 4 villages à Karafuto

## Liste des daimyōs
| #                                   | Nom                            | Règne     | Titre de courtoisie                   | Rang de cour            | Kokudaka    |
| ----------------------------------- | ------------------------------ | --------- | ------------------------------------- | ----------------------- | ----------- |
| Clan Matsudaira (shimpan) 1624-1633 |                                |           |                                       |                         |             |
| 1                                   | Matsudaira Naomasa (松平直政)  | 1624-1633 | Dewa-no-kami (出羽守) ; jijū (侍従)   | 4e inférieur (従四位下) | 50 000 koku |
| Clan Matsudaira (shimpan) 1635-1644 |                                |           |                                       |                         |             |
| 1                                   | Matsudaira Naomoto (松平直基)  | 1635-1644 | Yamato-no-kami (大和守) ; jijū (侍従) | 4e inférieur (従四位下) | 50 000 koku |
| Clan Matsudaira (shimpan) 1644-1682 |                                |           |                                       |                         |             |
| 1                                   | Matsudaira Naoyoshi (松平直良) | 1644-1678 | Tosa-no-kami (出羽守) ; jijū (侍従)   | 4e inférieur (従四位下) | 35 000 koku |
| 2                                   | Matsudaira Naoakira (松平直明) | 1678-1682 | Wakasa-no-kami (若狭守)               | 4e inférieur (従四位下) | 35 000 koku |
| Clan Doi (fudai) 1682-1871          |                                |           |                                       |                         |             |
| 1                                   | Doi Toshifusa (土井利房)       | 1682-1683 | Noto-no-kami (能登守) ; jijū (侍従)   | 4e inférieur (従四位下) | 40 000 koku |
| 2                                   | Doi Toshitomo (土井利知)       | 1683-1743 | Kai-no-kami (甲斐守)                  | 5e inférieur (従五位下) | 40 000 koku |
| 3                                   | Doi Toshihiro (土井利寛)       | 1743-1746 | Iga-no-kami (伊賀守)                  | 5e inférieur (従五位下) | 40 000 koku |
| 4                                   | Doi Toshisada (土井利貞)       | 1746-1805 | Noto-no-kami (能登守)                 | 5e inférieur (従五位下) | 40 000 koku |
| 5                                   | Doi Toshinori (土井利義)       | 1805-1810 | Miki-no-kami (造酒正)                 | 5e inférieur (従五位下) | 40 000 koku |
| 6                                   | Doi Toshikata (土井利貞)       | 1810-1818 | Kai-no-kami (甲斐守)                  | 5e inférieur (従五位下) | 40 000 koku |
| 7                                   | Doi Toshitada (土井利義)       | 1818-1862 | Noto-no-kami (能登正)                 | 5e inférieur (従五位下) | 40 000 koku |
| 8                                   | Doi Toshitsune (土井利恒)      | 1862-1871 | Noto-no-kami (能登正)                 | 5e inférieur (従五位下) | 40 000 koku |